# Lepeophtheirus europaensis
Lepeophtheirus europaensis is een eenoogkreeftjessoort uit de familie van de Caligidae. De wetenschappelijke naam van de soort is voor het eerst geldig gepubliceerd in 1988 door Zeddam, Berrebi, Renaud, Raibaut & Gabrion.